# Atac anglosaxó a les illes Balears de 1081
L'atac anglosaxó a les illes Balears de 1081 fou una ràtzia realitzada per un grup d'exiliats anglosaxons arran de la seva pèrdua d'influència a l'Anglaterra conquerida pels normands. De la seva existència només es té coneixement pel relat a la Játvarðar saga ins helga (Història d'Eduard el Sant), recollida per escrit a Islàndia al segle xiv sobre narracions anteriors. La datació es precisada al text amb la referència que els fets s'iniciaren quinze anys després de la mort de Harold II d'Anglaterra a la batalla de Hastings.

## Antecedents
Guillem II de Normandia conquerí Anglaterra el 1066 iniciant un període de profunds canvis polítics i socials, entre ells resulta d'especial interès la substitució de les antigues elits anglosaxones, molts de membres de les quals emigraren a altres regnes de les Illes Britàniques, per les novelles normandes. Aquest argument és expressament indicat a la saga per justificar l'exili, assenyalant que: 
| «                | Quan els prínceps anglesos tingueren la certesa que els danesos no els volien prestar ajut contra Guillem -i decidits a no viure baix el seu comandament-, abandonaren llurs terres i fugiren del país amb un gran exercit. | » |
| — Saga Játvarðar | |   |

Per l'altra banda, en aquelles dates feia cinc anys que l'Emirat de Dàniyya, al qual pertanyien les Balears, havia estat annexionat pel de Saraqusta iniciant-se així el camí de la independencia Mayurqi protegida per la mar de l'abast dels Banu Hud. El govern insular era exercit per al-Murtada, emir de fet, atès que no consta que ho fos de dret fins al 1087. La historiografia assenyala que des de feia anys les Illes Orientals d'al-Àndalus eren una potència marítima de primer ordre a la mediterrània occidental, capaç de limitar profundament la capacitat comercial de la riba cristiana d'aquesta mar.

## Els fets
Un gran exercit anglosaxó, transportat per una flota de 450 vaixells i comandat entre altres nobles pel jarl Sigurd de Gloucester, després de sortir d'Anglaterra i fent la via de l'estret de Gibraltar, assaltà Ceuta, d'on obtingueren un gran botí, més tard
| «                | ...passat l'estret de Gibraltar, posaren rumb cap a llevant i arribaren a les illes i prengueren per les armes totes dues illes, Maiork i Minork. Després d'això, se n'anaren a Sicília... | » |
| — Saga Játvarðar | |   |

Posteriorment els atacants passaren a l'Imperi Romà d'Orient on s'integraren en la guàrdia varega i sembla que s'establiren en diverses poblacions de la mar Negra, justificant així l'existència de referències als anglosaxons en aquests territoris.

## Aspectes historiogràfics
Macià Riutort Riutort, germanista, ha estat el primer en donar a conèixer l'existència d'aquest episodi per a la història insular, el 1991, tot assenyalant que no consta la seva publicació anterior en cap estudi històric sobre les Illes Balears.